# Alexandra Alexejewna Glasunowa
Alexandra Alexejewna Glasunowa (russisch Александра Алексеевна Глазунова; * 27. April 2000 in Sankt Petersburg) ist eine russische Nordische Kombiniererin.

## Werdegang
Glasunowa, die bei den russischen Sommermeisterschaften 2017 bereits Vizemeisterin hinter Stefanija Nadymowa wurde, startete am 30. Januar 2018 im schweizerischen Kandersteg beim Test Event im Rahmen der Nordischen Junioren-Skiweltmeisterschaften 2018 erstmals auf internationaler Ebene und belegte dabei den 22. Platz. Bei den Nordischen Junioren-Skiweltmeisterschaften 2019 in Lahti erreichte sie Rang 21. Wenige Wochen später debütierte sie in Rena im Continental Cup, wo sie zweimal Siebzehnte wurde.
Im Winter 2019/20 ging Glasunowa Ende Januar 2020 im Continental Cup erstmals bei internationalen Wettkämpfen an den Start. Dabei belegte sie in Rena an beiden Wettkampftagen den zweiten Rang hinter Marte Leinan Lund, was ihre ersten Podestplatzierungen darstellten. Nach weiteren Wettbewerbsteilnahmen belegte sie am Ende der Saison in der Gesamtwertung mit 230 Punkten den neunten Platz. Bei den Nordischen Junioren-Skiweltmeisterschaften 2020 in Oberwiesenthal wurde sie im Einzel nach der Gundersen-Methode disqualifiziert, wurde aufgrund ihrer bisherigen Saisonergebnisse dennoch beim Mixed-Team-Wettbewerb eingesetzt. Nachdem das russische Team lange Zeit auf Medaillenkurs war, reichte es letztlich nur zum sechsten Rang.
Beim historisch ersten Weltcup-Wettbewerb der Frauen am 18. Dezember 2020 in der Ramsau ging Glasunowa nach dem Sprunglauf nicht mehr an den Start und verpasste so die Punkteränge.

## Statistik

### Grand-Prix-Platzierungen
| Saison | Platz | Punkte |
| ------ | ----- | ------ |
| 2021   | 15.   | 071    |

### Continental-Cup-Platzierungen
| Saison  | Platz | Punkte |
| ------- | ----- | ------ |
| 2018/19 | 23.   | 084    |
| 2019/20 | 09.   | 230    |
| 2020/21 | 32.   | 033    |